# Шуйга (приток Пинеги)
Шуйга — река в Пинежском районе Архангельской области России. Длина — 21 км
Протекает по территории Сурского сельского поселения. Впадает в Пинегу по левому берегу в 406 км от её устья. В устье реки находится посёлок Шуйга.